# スタントマン:イグニッション
『スタントマン:イグニッション』（Stuntman:Ignition）は、全世界で約160万本を売り上げたハリウッド映画のカースタントを再現できる人気作品「STUNTMAN」の続編。
日本国内ではXbox 360・PlayStation 3・PlayStation 2版が発売された。

## 概要
プレイヤーはハリウッド映画のスタントマンとなり、映画監督の指示に従ってコースを走り、スタントを決める。
連続でスタントを決め続けたり、難易度の高いスタントを決めれば、完成度の高い映画作品となる。新たなスタントコースを作成し、オンライン（PS2版を除く）で他のプレイヤーにスタントさせることも可能。

## 関連情報
- 東京ゲームショウ 2007にて、プレイアブル出展された。